# لي كلارك (سياسي)
لي كلارك هو سياسي كندي، ولد في 16 ديسمبر 1936 في كندا، وتوفي في 10 أغسطس 2008. حزبياً، نشط في الحزب الكندي التقدمي المحافظ. وقد انتخب عضو مجلس العموم الكندي.